# Trachylepis breviparietalis
Trachylepis breviparietalis är en ödleart som beskrevs av  Paul Chabanaud 1917. Trachylepis breviparietalis ingår i släktet Trachylepis och familjen skinkar. Inga underarter finns listade i Catalogue of Life.